# Vertrag von Paris (1749)

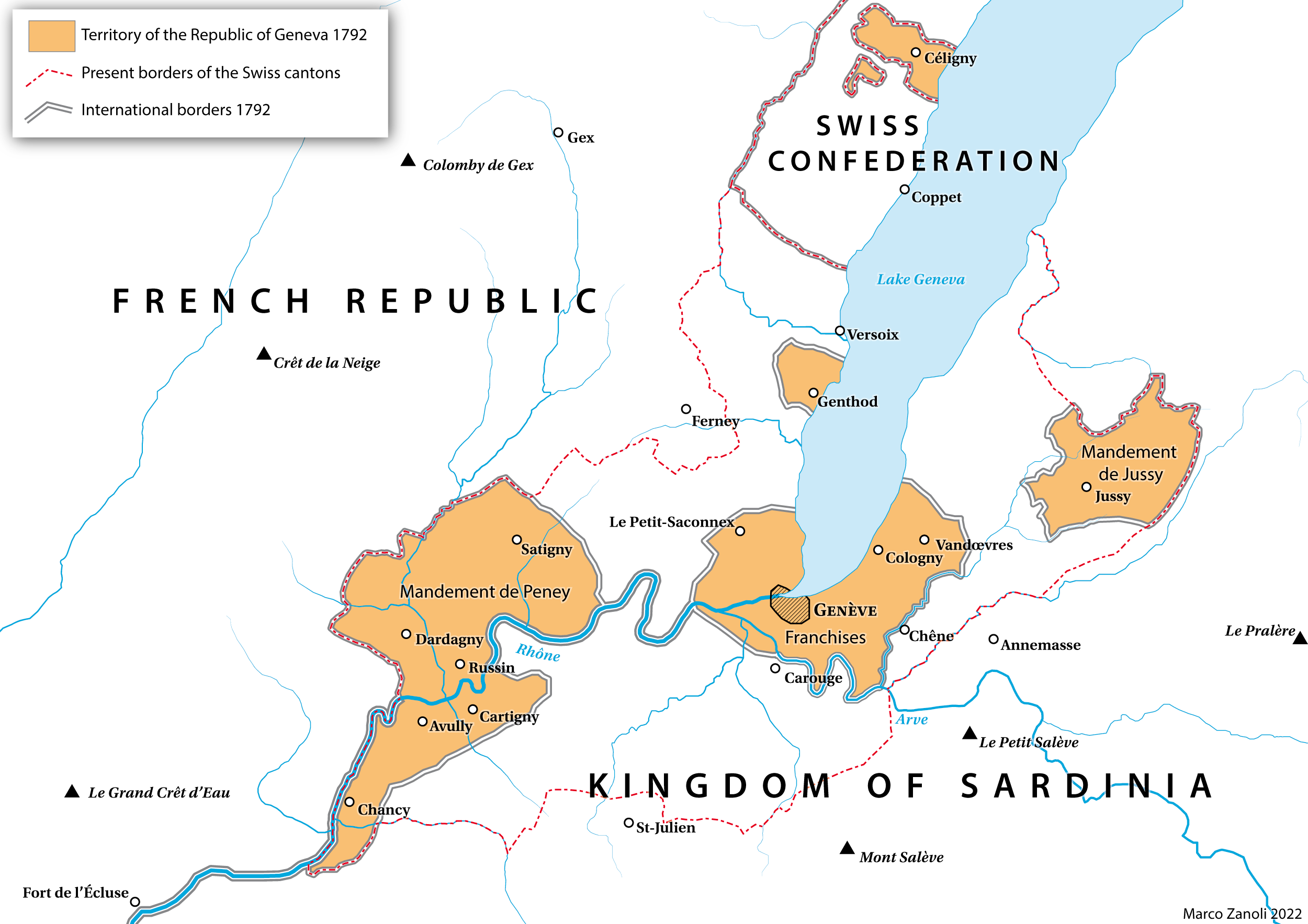
Karte des Stadtstaates Genf 1792

Der Vertrag von Paris vom 15. August 1749 regelte Grenzbereinigungen zwischen Frankreich und der Stadtrepublik Genf. Genf erhielt dadurch die Orte Chancy und Avully zu.
Im Krieg zwischen Savoyen und Frankreich eroberte das mit letzterem verbündete Genf 1590 das Pays de Gex.  Als Savoyen 1601 im Vertrag von Lyon das Gebiet zusammen mit seinen anderen Besitzungen westlich der Rhône Frankreich abtrat, musste Genf seine Eroberungen wieder räumen. Ein Verkauf an Genf scheiterte am Widerstand der katholischen Partei in Frankreich. König Heinrich IV. von Frankreich wollte 1604 zum Dank für die Unterstützung im Krieg gegen Savoyen bereits einige mehrheitlich reformierte Gemeinden an Genf abtreten, doch das Parlament von Burgund in Dijon versagte dem durch die königliche Schenkung drohenden Gebietsverlust seine Zustimmung.
In den folgenden Jahrzehnten beschwerten sich die Bewohner Avullys häufig beim König, ihren Landesherrn, wegen der von den französischen Einnehmern zu Unrecht verlangten Steuern. Die Querelen sollten nun im Jahr 1749 mit dem Vertrag durch einen Gebietstausch mit dem Territorium des Gex aus der Welt geschafft werden. Genf trat alle seine Rechte außerhalb seines eigentlichen Territoriums in Pregny, Moëns, Collex, Thoiry, Fenières, St. Jean de Gonville, Péron, Logras, Feignères, Challex, Magny, Prévessin, Sergy, Baisenaz, Grenier, Ecorens, Meyrin, Vernier, Valavran, und Colovrex an Frankreich ab und erhielt dafür Chancy und Avully.

## Belege
1. ↑  Historisch-Biographisches Lexikon der Schweiz, Bd. 3, S. 437.